# Aloe dominella
Aloe dominella ist eine Pflanzenart der Gattung der Aloen in der Unterfamilie der Affodillgewächse (Asphodeloideae). Die Ableitung des Artepithetons dominella ist unklar.

## Beschreibung

### Vegetative Merkmale
Aloe dominella wächst stammbildend, sprosst reich und bildet Büschel mit bis zu 50 Trieben. Die Triebe sind bis zu 15 Zentimeter lang und mit den Resten toter Blätter bedeckt. Die etwa 20 linealisch lanzettlichen Laubblätter sind vielreihig an den Trieben angeordnet. Die trübgrüne Blattspreite ist etwa 35 Zentimeter lang und 1 Zentimeter breit. Auf der Blattunterseite befinden sich nahe der Basis viele kleine weiße Flecken. Die festen, weißen Zähne am Blattrand sind 0,5 bis 1 Millimeter lang und stehen 2 bis 5 Millimeter voneinander entfernt.

### Blütenstände und Blüten
Der einfache Blütenstand erreicht eine Länge von etwa 35 Zentimeter. Die kopfigen Trauben sind etwa 4 Zentimeter lang und 8 Zentimeter breit. Sie bestehen aus etwa 20 Blüten. Die eiförmigen, spitz zulaufenden Brakteen weisen eine Länge von bis zu 15 Millimeter auf und sind 3 Millimeter breit. Die leicht keulenförmigen, gelben Blüten stehen an bis zu 20 Millimeter langen Blütenstielen. Die Blüten sind 18 Millimeter lang und an ihrer Basis kurz verschmälert. Ihre äußeren Perigonblätter sind nicht miteinander verwachsen. Die Staubblätter und der Griffel ragen kurz aus der Blüte heraus.

## Systematik und Verbreitung
Aloe dominella ist in der südafrikanischen Provinz KwaZulu-Natal auf felsigen Hängen in Höhen von 1000 bis 2000 Metern verbreitet. 
Die Erstbeschreibung durch Gilbert Westacott Reynolds wurde 1938 veröffentlicht.

## Nachweise